# Ichneumon haematofemur
Ichneumon haematofemur là một loài tò vò trong họ Ichneumonidae.